# Токсу
41°32′50″ пн. ш. 82°36′34″ сх. д. / 41.54713° пн. ш. 82.60931° сх. д.
Токсу (також Сіньхе, від кит. 新和县, пін. Xīnhé Xiàn, трансліт. Toksu) — один із повітів КНР у складі префектури Аксу, СУАР. Адміністративний центр — містечко Сіньхе.

## Географія
Токсу у середньому розташовується на висоті близько 1013 метрів над рівнем моря. Повіт лежить в межах одного з відрогів Тянь-Шаню, у межиріччі Тариму і Музату.

### Клімат
Повіт знаходиться у зоні, котра характеризується кліматом пустель помірного поясу. Найтепліший місяць — липень із середньою температурою 25,2 °C. Найхолодніший місяць — січень, із середньою температурою -7,4 °С..
| Клімат повіту Токсу                                | Клімат повіту Токсу | Клімат повіту Токсу | Клімат повіту Токсу | Клімат повіту Токсу | Клімат повіту Токсу | Клімат повіту Токсу | Клімат повіту Токсу | Клімат повіту Токсу | Клімат повіту Токсу | Клімат повіту Токсу | Клімат повіту Токсу | Клімат повіту Токсу | Клімат повіту Токсу |
| Показник                                           | Січ.                | Лют.                | Бер.                | Квіт.               | Трав.               | Черв.               | Лип.                | Серп.               | Вер.                | Жовт.               | Лист.               | Груд.               | Рік                 |
| Середній максимум, °C                              | −1                  | 5,9                 | 14,6                | 22,8                | 27,5                | 31                  | 32,2                | 31                  | 26,7                | 19,9                | 10,3                | 0,8                 | 18,5                |
| Середня температура, °C                            | −7,4                | −0,8                | 7,9                 | 15,9                | 20,5                | 24                  | 25,2                | 23,9                | 19,1                | 11,2                | 2,6                 | −5                  | 11,4                |
| Середній мінімум, °C                               | −12,7               | −6,6                | 1,6                 | 9,3                 | 13,8                | 17,3                | 18,8                | 17,6                | 12,4                | 4,6                 | −2,8                | −9,3                | 5,3                 |
| Норма опадів, мм                                   | 2                   | 2.8                 | 1.4                 | 2.7                 | 8.2                 | 16.8                | 13.3                | 11.2                | 7.1                 | 3.5                 | 3                   | 1.7                 | 73.7                |
| Вологість повітря, %                               | 70                  | 59                  | 45                  | 38                  | 39                  | 44                  | 49                  | 53                  | 57                  | 60                  | 64                  | 73                  | 54                  |
| -------------------------------------------------- | ------------------- | ------------------- | ------------------- | ------------------- | ------------------- | ------------------- | ------------------- | ------------------- | ------------------- | ------------------- | ------------------- | ------------------- | ------------------- |
| Джерело: Дані метеостанції №51636 (КНР, 1991-2020) |                     |                     |                     |                     |                     |                     |                     |                     |                     |                     |                     |                     |                     |